# Pegaso Trakker
Le Pegaso Trakker est un modèle de camion fabriqué par le constructeur espagnol Pegaso, de 1989 à 1993. Le Pegaso Trakker est la version lourde chantier du Troner et, comme lui, a été le dernier modèle de camion fabriqué par Pegaso.

## Histoire
L'Espagne du roi Juan Carlos Ier pose sa candidature pour entrer dans la CEE et, à partir de 1979, les barrières douanières s'assouplissent. Les constructeurs étrangers de poids lourds peuvent (enfin) vendre des camions en Espagne et Pegaso peut exporter ses camions en Europe où tous les grands constructeurs européens sont déjà très bien implantés.
Pegaso ne dispose pas de véhicule réellement compétitif pour affronter la concurrence sur les marchés européens. Le constructeur espagnol tente de vendre ses modèles haut de gamme Pegaso Série T sans grand succès,
Dès 1983, pour contrer l'assaut des constructeurs étrangers en Espagne et se développer sur les marchés européens, Pegaso lance l'étude d'un nouveau modèle haut de gamme baptisé T 3 dès 1983. Le Pegaso Troner est présenté au Salon de l'Automobile de Barcelone en mai 1987 mais sa commercialisation ne va débuter qu'en 1988. C'est le dernier modèle de camion développé par le constructeur espagnol ENASA. Construit dans l'usine Pegaso de Barajas (Madrid), le Troner a reçu la toute nouvelle cabine « Cabtec » développée conjointement avec DAF Trucks. Le véhicule est équipé du moteur six cylindres en ligne Turbo avec intercooler de 11,95 litres de cylindrée développant 340/360 ch DIN et d'une boîte ZF de 16 vitesses. La gamme de modèles comprend les porteurs 4x2, 6x2/2, 6x4 et 8x2 et les tracteurs 4x2 et 6x4. Les véhicules de chantier 6x4 et 8x4 sont regroupés sous le label Pegaso Trakker.
Au Royaume-Uni, le Pegaso Troner est rebaptisé Seddon Atkinson Strato, mais équipé de moteurs Cummins.
Le Troner et le Trakker représentent le dernier effort d'ENASA pour se hisser au niveau des constructeurs européens de camions, mais ils n'ont pas réussi à empêcher Pegaso de perdre des parts de marché en Espagne sans conquérir des parts significatives ailleurs.
Finalement, après deux appels d'offres internationaux, en 1990, l'[Qui ?] vend le groupe ENASA à la multinationale italienne IVECO, filiale de Fiat. À partir de 1992, pour maintenir les modèles dans le secteur haut de gamme, IVECO présente une nouvelle déclinaison du moteur Pegaso de 12 litres, baptisée 96R1FX, dont la puissance est portée à 400 ch DIN avec un couple de 1 670 N m à 1 200 tr/min.
Les gammes Troner et Trakker ont été assez populaires en Espagne et ne se sont pas trop mal vendues au Benelux et en France. La production du Troner et du Trakker ont cessé définitivement en juillet 1993, remplacés par les Iveco EuroTech et EuroTrakker.

## Le Pegaso Trakker[1]
À l'époque de l'arrivée du Pegaso Trakker sur le marché espagnol, le secteur de la construction était en pleine expansion en Espagne. C'était le domaine qui avait le plus progressé au sein de l'économie espagnole et les entreprises avaient déjà en grande partie remplacé leurs véhicules obsolètes. Dès le début des années 1990, la crise du secteur provoqua une forte baisse des ventes.
La gamme Pegaso Trakker remplace les modèles lancés en 1983 de la série TECNO comme les porteurs 6x4 : 2321K, 2331K, 8x4 2431K et 10x4 2534K, les tracteurs 6x4 : 2331 et 2334, 6x6 3340.
Construit sur le châssis renforcé du Troner, les moteurs sont les Pegaso 6 cylindres en ligne turbocompressés type 9156 et 9180 de 12 litres développant 310 et 340 ch DIN afin de lutter contre la concurrence des camions des constructeurs des autres pays européens, principalement Mercedes-Benz, IVECO, MAN, Scania ou Volvo.
Les camions de chantier Pegaso ont longtemps conservé une sérieuse réputation de robustesse et bonne traction sur terrain mou. C'est pourquoi le Trakker a utilisé un tandem d'essieu arrière classique avec, en option, la réduction et le blocage des différentiels. Le châssis est très rigide, fidèle à la réputation de la marque avec double ressorts à lames inversés pour les suspensions du tandem arrière, tandis que l'essieu avant dispose d'amortisseurs télescopiques et des ressorts à lames semi-elliptiques. Cependant, la faible hauteur de châssis a été critiquée sur les premiers modèles et ce n'est qu'en 1990 avec le modèle « 2334K » que cela a été corrigé.
Les ventes de Pegaso Trakker n'ont pas été très importantes en raison de la forte concurrence dans la configuration 6X4 avec les Iveco 330 et MAN F90, mais le modèle « 2434KV » (8x4) d'IVECO-Pegaso a conservé le leadership du secteur avec plus de 40 % des immatriculations.

## Utilisateurs militaires
- Espagne